# Paschta
| ֽ | Sof pasuq       |  | ֑   | Etnachta            |
| ֶ | Segol (Trope)   |  | ֓ ׀ | Schalschelet gedola |
| ֔ | Zaqef qaton     |  | ֕   | Zakef gadol         |
| ֗ | Rewia           |  | ֖   | Tipcha              |
| ֮ | Zarqa (Trope)   |  | ֙   | Paschta             |
| ֚ | Jetiw           |  | ֛   | Tewir               |
| ֜ | Geresch (Trope) |  |    | Gerschajim (Trope)  |
| ֡ | Pazer           |  | ֟   | Qarne para          |
| ֠ | Telischa gedola |  | ֣ ׀ | Munach Legarmeh     |

| ֣ | Munach           |  | ֤ | Mahpach         |
| ֥ | Mercha           |  | ֦ | Mercha kefula   |
| ֧ | Darga (Trope)    |  | ֨ | Qadma           |
| ֩ | Telischa qetanna |  | ֪ | Jerach ben jomo |
| ֖ | Majela (Trope)   |  |  |                 |

Paschta ◌֙ (aramäisch: פַּשְׁטָא֙) ist eine Trope in der jüdischen Liturgie und zählt zu den biblischen Satz-, Betonungs- und Kantillationszeichen Teamim, die im Tanach erscheinen.

## Bezeichnungen
| Trope                                                                          |
| ------------------------------------------------------------------------------ |
| von altgriechisch τρόπος tropos über jiddisch טראָפּ trop dt.: Betonung, Melodie |

In der aschkenasischen Tradition wird die Trope Paschta (פַּשְׁטָא֙) genannt. In der sephardischen Tradition wird sie Qadma (aramäisch: קַדְמָא֙) genannt. In der italienischen Tradition wird sie wie in der aschkenasischen Tradition auch Paschta (פַּשְׁטָא֙) genannt. In der jemenitischen Tradition wird sie jedoch Fischto (פִשְׁטָא֙) genannt.

## Symbol
Das trennende Paschta im Prosasystem der Teamim hat dasselbe Symbol wie das verbindende Qadma des poetischen Systems. Neben der Tatsache, dass sie in unterschiedlichen Systemen verwendet werden, können sie nur noch durch die Position des Symbols unterschieden. Qadma befindet sich immer über der ersten Silbe des Wortes. Paschta jedoch erscheint ganz links über der letzten Silbe des Wortes. Falls die Betonung nicht auf der letzten Silbe liegt, steht Paschta sowohl über dem ersten Buchstaben der betonten Silbe, als auch am Ende des Wortes. Jacobson illustriert das doppelte Symbol an Dtn 4,25  פֶּ֨סֶל֙.

## Grammatik
Paschta ist ein disjunktiver Akzent, der ein Zakef katon-Segment weiter unterteilt.
| Zakef katon | Munach | Paschta | Mahpach oder Mercha |
| ----------- | ------ | ------- | ------------------- |
| ◌֔           | ◌֣      | ◌֙       | ◌֤ / ◌֥               |

Wenn sich in einem Paschta-Segment mit zwei Worten das vorhergehende Wort auf das mit Paschta gekennzeichnete Wort bezieht, wird es mit einem konjunktiven Akzent betont. Die Vorgänger des Paschta sind die konjunktiven Akzente Mahpach oder Mercha:
Wenn die Akzente zwei oder mehr Silben auseinanderliegen, dann wird Mahpach als Verbinder zu Paschta verwendet. Jacobson illustriert dies für die Kombination bestehend aus Paschta und Mahpach an den Beispielen Ex 12,15  (שִׁבְעַ֤ת יָמִים֙) und (הַנֶּ֤פֶשׁ הַהִוא֙), Ex 12,6  (וְהָיָ֤ה לָכֶם֙), Ex 11,8  (צֵ֤א אַתָּה֙).
Liegen die Akzente zusammen, so wird der konjunktive Akzent Mercha als Verbinder zu Paschta verwendet. Jacobson illustriert dies für die Kombination bestehend aus Paschta und Mercha an den Beispielen Genesis 32,19  (מִנְחָ֥ה הִוא֙) und 29  (יֵאָמֵ֥ר עֹוד֙) und 31,13  (ק֥וּם צֵא֙).
Nachfolger des Paschta ist für gewöhnlich Zakef katon oder Munach zusammen mit Zakef katon:
Dem Paschta kann allein stehendes Zakef katon folgen. Jacobson illustriert die Kombination aus Paschta und Zakef katon am Beispiel Gen 12,16  (וַעֲבָדִים֙ וּשְׁפָחֹ֔ת). Dem Paschta kann aber auch eine Kombination aus Munach und Zakef katon folgen. Jacobson illustriert dies für die Kombination bestehend aus Mercha, Paschta, Munach und Zakef Katon am Beispiel Gen 37,9  (וַיַּחֲלֹ֥ם עֹוד֙ חֲלֹ֣ום אַחֵ֔ר).
Falls ein Zakef katon-Segment derartig geteilt wird, dass das Paschta-Segment nur aus einem Wort bestehen würde, so wird Paschta durch Jetiw ersetzt.
| Zakef katon | Munach  | Paschta | Paschta | Mahpach |
| ----------- | ------- | ------- | ------- | ------- |
| ◌֔           | ◌֣       | ◌֙       | ◌֙       | ◌֤       |
| Zakef katon | Paschta | Mahpach | Paschta | Mahpach |
| ◌֔           | ◌֙       | ◌֤       | ◌֙       | ◌֤       |

Wenn sich zwei Paschta in einem Segment befinden, wird das erste Paschta als Disjunktion stärker betont, d. h. nach dem ersten Paschta folgt eine größere Pause. Dies gilt für die Kombinationen bestehend aus Mahpach, Paschta, Paschta, Munach und Zakef katon oder Mahpach, Paschta, Mahpach, Paschta und Zakef katon.
Für die Kombination bestehend aus Mahpach, Paschta, Paschta, Munach und Zakef katon illustriert Jacobson dies am Beispiel Gen 27,31  (יָקֻ֤ם אָבִי֙ וְיֹאכַל֙ מִצֵּ֣יד בְּנֹ֔ו). Für die Kombination bestehend aus Mahpach, Paschta, Mahpach, Paschta und Zakef katon illustriert Jacobson dies am Beispiel Gen 25,30  (הַלְעִיטֵ֤נִי נָא֙ מִן־הָאָדֹ֤ם הָאָדֹם֙ הַזֶּ֔ה).

### Vorkommen
| Teil des Tanach | Paschta |
| --------------- | ------- |
| Tora            | 5429    |
| Nevi’im         | 11284   |
| Ketuvim         | 3916    |
| Gesamt          | 20629   |

Die Tabelle zeigt das Vorkommen von Paschta in den 21 Büchern.